# Роботодавець (фільм)
«Роботодавець» (оригінальна назва англ. The Employer) — американський трилер режисера Френка Мерла (також був продюсером і сценаристом) 2013 року. У головних ролях Малкольм Макдавелл, Давід Дастмалчян, Пейдж Говард.
Продюсуванням картини також зайнялися Т'яґо Мескіта (був також оператором) і Росс Оттерман. В Україні прем'єра відбулася 25 квітня 2013 року.

## У ролях
| Актор              | Персонаж                          | Роль                                           |
| ------------------ | --------------------------------- | ---------------------------------------------- |
| Малкольм Макдавелл | Роботодавець (англ. The Employer) | проводив співбесіду на вільне місце у компанії |
| Девід Дастмалчян   | Джеймс (англ. James)              |                                                |
| Пейдж Говард       | Сандра (англ. Sandra)             |                                                |
| Біллі Зейн         | Алан (англ. Alan)                 |                                                |
| Майкл Де Лоренцо   | Кейт (англ. Keith)                |                                                |
| Метт Вілліґ        | Майк (англ. Mike)                 |                                                |